# Pirići (Vitez, BiH)
Pirići su naseljeno mjesto u općini Vitez, Federacija Bosne i Hercegovine, BiH.

## Stanovništvo

### 1991.
Nacionalni sastav stanovništva 1991. godine, bio je sljedeći:
ukupno: 225
- Muslimani - 110
- Hrvati - 98
- Srbi - 3
- Jugoslaveni - 5
- ostali, neopredijeljeni i nepoznato - 9

### 2013.
Nacionalni sastav stanovništva 2013. godine, bio je sljedeći:
ukupno: 165
- Hrvati - 80
- Bošnjaci - 74
- Srbi - 2
- ostali, neopredijeljeni i nepoznato - 9